# Монлери
Монлери (фр. Montlhéry) — коммуна во французском департаменте Эсон, регион Иль-де-Франс. Административно входит в кантон Лонжюмо префектуры Палезо.
16 июля 1465 года в окрестностях Монлери состоялась историческая битва между королевской армией Людовика XI и войсками «Лиги общественного блага» во главе с графом Шароле, будущим герцогом Бургундии Карлом Смелым.
До 1996 года в нём базировался Чадский маршевый полк.

## Спорт
- С 1929 по 1951 год в окрестностях города проводился Чемпионат Франции по шоссейному велоспорту в групповой гонке.
- В 1933 году в городе проходил Чемпионат мира по шоссейному велопорту.
- В 1979 году принимал пролог и первый этап дебютного Ралли «Дакар».

## Известные люди
- Поль Фор (1872—1960) — французский поэт, реформатор литературы, представитель символизма.
- Филипп де Лален (ок. 1430—1465) — бургундский дворянин, советник и камергер герцога Филиппа III Доброго

## Города побратимы
Штеттен-ам-Кальтен-Маркт (Германия)